# Cryptonychus barombicus
Cryptonychus barombicus is een keversoort uit de familie bladkevers (Chrysomelidae). De wetenschappelijke naam van de soort werd in 1899 gepubliceerd door Hermann Julius Kolbe.